# Skolan för bok- och reklamkonst
Skolan för bok- och reklamkonst var en skola i Stockholm, verksam från 1939 och till åtminstone 1944,som utbildade formgivare av böcker och reklam. Bland eleverna återfanns Olle Eksell, Tore Lagergren, Ilon Wikland, Erik Lindegren, Bertil Kumlien och Karl-Erik Forsberg. Lärare på skolan var bland andra Hugo Steiner-Prag, Mark Sylwan och Akke Kumlien.